# L'Éducation sentimentale
 (mai 2023).
Si vous disposez d'ouvrages ou d'articles de référence ou si vous connaissez des sites web de qualité traitant du thème abordé ici, merci de compléter l'article en donnant les références utiles à sa vérifiabilité et en les liant à la section « Notes et références ».
Pour les articles homonymes, voir L'Éducation sentimentale (homonymie).
L’Éducation sentimentale, histoire d'un jeune homme est un roman d'apprentissage en forme de récit initiatique et en partie autobiographique de Gustave Flaubert, publié le 17 novembre 1869 chez Michel Lévy frères et considéré comme l'un des romans les plus influents du XIXe siècle. Avec en toile de fond historique la révolution de 1848, il traite de la quête de l'amour à travers l'expérience d'un jeune homme sensible et de nature contemplative et se conclut par le constat que l'amour ne se prête à aucun apprentissage. 
Le cœur du récit est lui-même tiré du roman de Sainte-Beuve, Volupté, qu’Honoré de Balzac avait déjà traité et d’une certaine manière réécrit avec le Lys dans la vallée. Le roman de Flaubert reprend le même sujet selon des règles narratives entièrement neuves, réinventant le roman d'apprentissage allemand, pour lui donner une profondeur et une acuité nouvelle. 
Le roman est dans l'ensemble mal accueilli lors de sa parution. George Sand et Émile Zola figurent parmi ses rares défenseurs. Il est au contraire vivement critiqué par Henry James. Par la suite, il devient, à la suite de Marcel Proust, un livre de référence pour les romanciers du XXe siècle.
L'Éducation sentimentale est le fruit de trois essais de jeunesse de Flaubert. Ainsi de janvier 1843 à janvier 1845 il produit une première Éducation sentimentale qui succédait à la rédaction de Novembre, achevé le 25 octobre 1842, et à une toute première ébauche de jeunesse intitulée Mémoires d'un fou en 1838. Le roman définitif est rédigé à partir de septembre 1864 et achevé le 16 mai 1869 au matin.

## Présentation
L'Éducation sentimentale comporte de nombreux éléments autobiographiques, telle la rencontre de madame Arnoux, inspirée de la rencontre de Flaubert avec Élisa Schlésinger, l'amour de sa vie. Le personnage principal est Frédéric Moreau, jeune provincial de dix-huit ans venant faire ses études à Paris. De 1840 à 1867, celui-ci connaîtra l’amitié indéfectible et la force de la bêtise, l’art, la politique, les révolutions d’un monde qui hésite entre la monarchie, la république et l’empire. Plusieurs femmes (Rosanette, Mme Dambreuse) traversent son existence, mais aucune ne peut se comparer à Marie Arnoux, épouse d’un riche marchand d’art, dont il est éperdument amoureux. C’est au contact de cette passion inactive et des contingences du monde qu’il fera son éducation sentimentale, qui se résumera pour l’essentiel à brûler, peu à peu, ses illusions.
Le personnage de Frédéric, sans doute inspiré à Flaubert par ses propres expériences de jeunesse, est aussi la figure définitive d'une génération nourrie par le courant d'idées romantiques le plus large. Dans L'Éducation sentimentale, Flaubert souhaite faire le "portrait des hommes de sa génération". Ainsi, en même temps que Frédéric exalte la pureté de son amour pour madame Arnoux, celle-ci l'empêche de choisir la moindre situation dans une société, d'abord influencée par la monarchie constitutionnelle de Louis-Philippe, puis par la deuxième République et enfin par le Second Empire, et qui mise beaucoup sur la carrière et l'idée de réussir. Selon Marthe Robert, Frédéric est le « Bâtard moyen », plein de rêves qui le détournent de l'action, en opposition avec le Bâtard de l'époque de Napoléon, où conquérir le pouvoir était à la portée de toute volonté, immortalisé par Balzac avec le personnage de Rastignac.
Les différents personnages que côtoie Frédéric sont eux aussi autant de types d'un genre nouveau, représentant chacun les idées reçues d'un milieu bien défini et agissant en fonction des codes sociologiques stéréotypés. On retrouve ainsi le bourgeois parvenu en Jacques Arnoux, la bourgeoisie d'affaires avec le ménage Dambreuse, le petit-bourgeois rêvant du pouvoir dans le personnage de Deslauriers, ami de collège de Frédéric, la courtisane avec Rosanette… Cette diversité permet la peinture de la fin de la monarchie de Juillet à Paris. Pierre Bourdieu a vu ce roman comme un champ d'expérimentation sociologique. Ce point de vue permet de voir Flaubert comme l'un des phares du réalisme.
Justement parce que Flaubert cherche à pointer les idées toutes faites de chaque milieu, L'Éducation sentimentale est aussi traversée par l'ironie : le narrateur se refuse à intervenir directement se borne à chercher la connivence avec le lecteur par de discrètes allusions à un cliché, ou grâce au style indirect libre si souvent analysé. Les opinions des personnages se trouvent ainsi discréditées par leur propre attitude ou par la description objective de ce qu'ils ne voient qu'à travers le filtre de leurs préjugés. Les quelques mots de Frédéric, au terme de la description peu amène du pillage des Tuileries par le peuple en février 1848, en offrent un exemple marquant : le narrateur dépeint les ivrognes et les brutes, les blessés s'entassant dans les pièces dévastées. « N'importe, dit Frédéric, moi, je trouve le peuple sublime ». Il ne fait que nier la réalité au profit de ses présupposés romantiques.
Moins connu que Madame Bovary, L'Éducation sentimentale est cependant un roman complet au style pleinement maîtrisé où le monde construit méticuleusement est celui qu'il connaît d'expérience. La fresque ainsi créée est à la fois un bilan du romantisme et le tableau précis d'une époque, faisant de Flaubert l'initiateur spirituel du naturalisme. Guy de Maupassant et Émile Zola le considéreront d'ailleurs comme leur maître. Huysmans estime quant à lui que le livre est « un chef-d'œuvre qui a été beaucoup plus que L'Assommoir le parangon du naturalisme ».

## Personnages

### Principaux

#### Frédéric Moreau
Il a 18 ans lorsque débute le roman. L'Éducation sentimentale est le récit de sa vie, étalé sur 26 ans, de 1841 à 1867 (le sous-titre du roman est « Histoire d'un jeune homme »). Frédéric a les traits du héros romantique, par son physique, sa nature, sa sensibilité, son goût pour la contemplation et l'observation, entre autres. Toutes ses volontés dépendent de celles de sa mère. Pour lui, il a besoin d'argent pour légitimer sa place dans la société. Dès le début du livre, Frédéric tombe amoureux de Mme Arnoux le jour où il la rencontre, à bord du bateau « la ville de Montereau ». Pour lui, c'est « comme une apparition ». Mme Arnoux devient le centre de ses préoccupations, de ses ambitions. Toutefois, l'amour qu'il lui porte est d'ores et déjà teinté d'échec.

#### Mme(Marie) Arnoux
Elle est l'épouse de Jacques Arnoux. Mme Arnoux est décrite comme une femme honnête et vertueuse. Toutefois, le lecteur ne possède que peu d'informations sur elle, en particulier en ce qui concerne son apparence physique. Elle est un personnage mystérieux, qui en outre, apparaît au lecteur presque exclusivement à travers le regard de Frédéric. Du reste, le portrait qu'en font Rosanette (qui l'appelle « La vieille ») et Deslauriers, est peu flatteur. Si elle peut être considérée comme une femme mal mariée et consciente de ce fait (elle ne se fait point d'illusion sur les infidélités de son mari), elle reste cependant fidèle. Madame Arnoux, dans l'analyse qu'en fait Yvan Leclerc, est associée, dans l'univers du roman, à la figure maternelle et divine, mais également à une forme d'autorité. Par ailleurs, elle est constamment désignée par le nom de son mari.

#### (Charles) Deslauriers
Ami intime de Frédéric, d'abord étudiant en droit, avocat à la fin du roman. Extrêmement ambitieux mais incapable de réaliser ses ambitions, il entretient une relation jalouse, compétitive et quelque peu parasitaire avec Frédéric, plus prospère.

#### Monsieur (Jacques) Arnoux
Il incarne le libertinage et le vice. Il est aussi, en quelque sorte, la preuve d'un certain affaiblissement de la petite bourgeoisie. Il est infidèle à sa femme malgré toute la bonté que celle-ci lui porte. C'est un spécialiste de l'escroquerie ; signe d'un succès sans scrupule. Par exemple, il revend des tableaux et de la poterie trois fois leur prix. Il se spécialise dans l'art commercial, un art médiocre et populaire qui attire des gens ne connaissant que très peu de chose à l'art.

#### Rosanette (MlleRose-Annette Bron)
Rosanette est une fille de joie, jeune, jolie et qui sait séduire les hommes. Elle est capricieuse, mais plaît à Frédéric avec qui elle a une relation. Ayant eu une enfance difficile, Rosanette veut aspirer à quelque chose de mieux et trouver un amour authentique.

### Secondaires, par ordre d'apparition
- Marthe Arnoux, fille du couple Arnoux.
- M. Roque, propriétaire terrien et agent peu recommandable de M. Dambreuse ; père de Louise Roque.
- Louise (Elisabeth-Olympe-Louise) Roque, sa fille rousse, une fille de la campagne ; elle est passionnément amoureuse de Frédéric pendant un certain temps, épouse Deslauriers, puis le quitte pour un chanteur.
- M. Dambreuse, banquier, politicien aristocratique, observateur du temps, financier. Il meurt dans la troisième partie du roman.
- Mme Dambreuse, sa femme beaucoup plus jeune, très déterminée, exquise, avec laquelle Frédéric a une liaison et qu'il a failli épouser ; après la rupture de Frédéric, vers la fin du roman, elle épouse un Anglais.
- Baptiste Martinon, étudiant en droit, fils d'un riche fermier, carriériste raisonnablement travailleur qui devient sénateur à la fin du roman.
- Marquis de Cisy, noble et étudiant en droit, jeune homme élégant, père de huit enfants à la fin du roman.
- Sénécal, professeur de mathématiques et républicain intransigeant, puritain et dogmatique, censé être mort à la fin du roman.
- Dussardier, ouvrier simple et honnête. Républicain convaincu, il participe activement aux manifestations et aux révoltes tout au long du livre. Il meurt lors de la dernière de ces manifestations que nous voyons, transpercé par Sénécal avec son épée.
- Hussonnet, journaliste, critique dramatique, clown, finit par contrôler tous les théâtres et toute la presse.
- Regimbart, « Le Citoyen », révolutionnaire chauvin et alcoolique, devient un fantôme d'homme.
- Pellerin, peintre qui a plus de théories que de talent, devient photographe.
- Mlle Vatnaz, actrice, courtisane, féministe frustrée aux prétentions littéraires ; disparaît à la fin du roman.
- Dittmer, invité fréquent d'Arnoux.
- Delmas ou Delmar, acteur, chanteur, showman (peut être aussi le chanteur présenté au chapitre 1).
- M. et Mme Oudry, invités d'Arnoux.
- Catherine, gouvernante de M. Roque Eléonore, mère de famille, mère de deux enfants.
- Eléonore, mère de Louise Roque.
- Oncle Barthélemy, riche oncle de Frédéric vivant au Havre.
- Eugène Arnoux, fils des Arnoux.
- Rosanette (Rose-Annette) Bron, « La Maréchale », courtisane ayant de nombreux amants, notamment M. Oudry ; pendant un temps Jacques Arnoux ; plus tard, elle a une longue liaison avec Frédéric. Leur petit garçon tombe malade et meurt dans la troisième partie du roman.
- Clémence, la maîtresse de Deslauriers.
- Marquis Aulnays, le parrain de Cisy.
- M. de Forchambeaux, son ami.
- Baron de Comaing, un autre ami.
- M. Vezou, son tuteur.
- Cécile, officiellement la « nièce » des Dambreuse, en réalité la fille illégitime de M. Dambreuse. Vers la fin du roman, elle est mariée à Martinon. Détestée par Madame Dambreuse, mais favorisée par son père, elle hérite de sa fortune après sa mort (au grand dam de Madame).
- Un autre « personnage » : le coffret d'argent Renaissance de Mme Arnoux, d'abord remarqué chez elle, puis chez Rosanette, enfin acheté aux enchères par Mme Dambreuse.

## Résumé

### Première partie

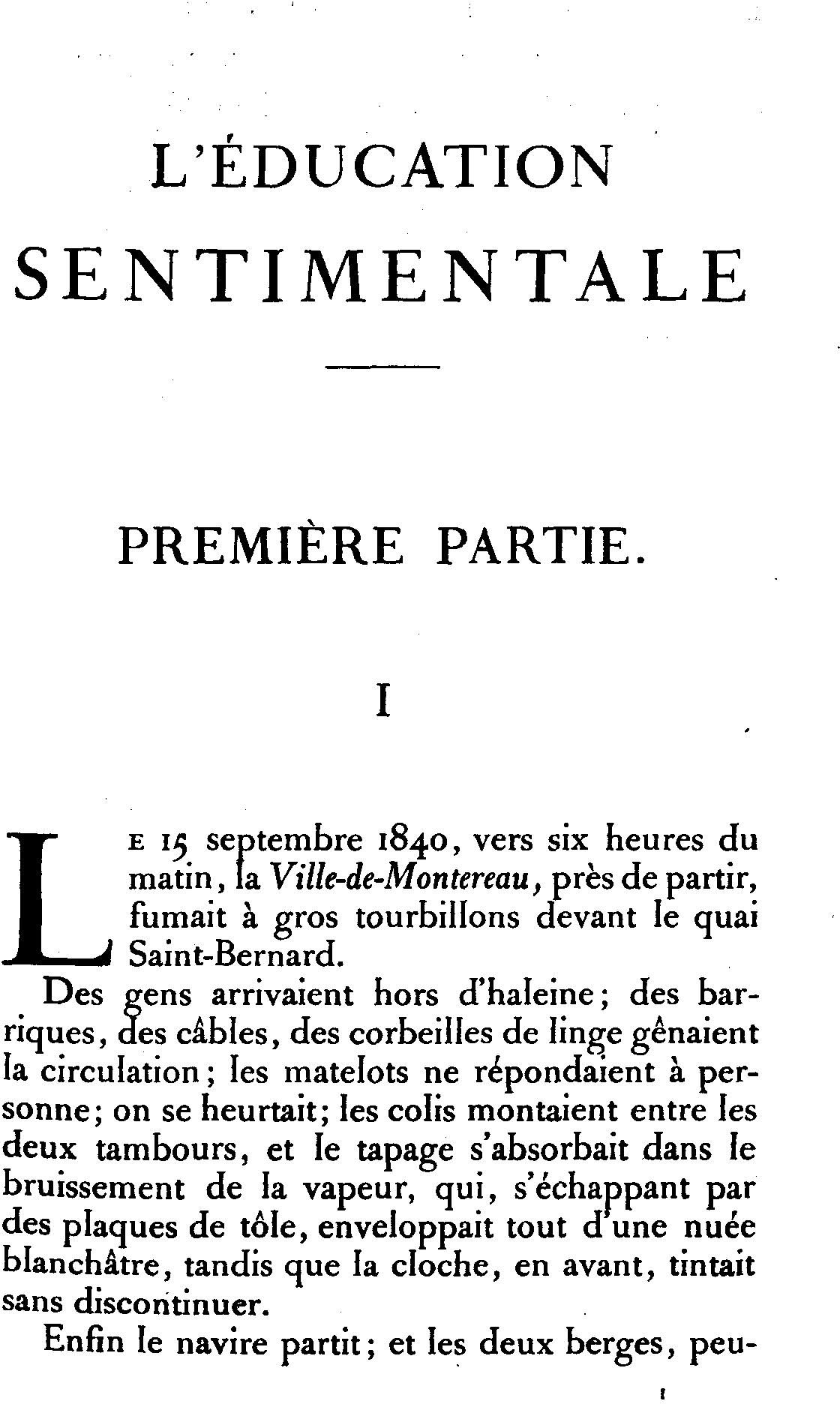
Gustave Flaubert. L'Éducation sentimentale. Première partie. Éditions Conard, Paris, 1910.

Le 15 septembre 1840, Frédéric Moreau rentre chez lui à Nogent-sur-Seine. Il prend le bateau qui le mène à Montereau, sur lequel il fait la connaissance du couple Arnoux. Il est fasciné par madame Arnoux et se promet de la revoir. Après avoir fini le trajet en calèche, il arrive chez lui où l’attend un accueil chaleureux et décide d’aller rejoindre son ami Deslauriers (chapitre 1).
Alors que les deux amis se retrouvent après deux ans de séparation, on apprend leur jeunesse, le début de leur amitié. Deslauriers conseille à Frédéric de se faire introduire chez Dambreuse, riche banquier parisien dont le régisseur des terres n’est autre que le père Roque, voisin des Moreau à Nogent-sur-Seine (chapitre 2).
Deux mois plus tard, Frédéric arrive à Paris et se présente chez Dambreuse. Malgré la lettre de recommandation que lui a faite le père Roque, il n’est pas invité à revenir. Par hasard, il découvre le magasin d’Arnoux et repense à madame Arnoux. Mais il ne parvient jamais à l’approcher. Il s’installe rue Sainte-Hyacinthe, commence ses études de droit mais se décourage et tombe dans l’ennui. Deslauriers ne peut pas monter le rejoindre à Paris, et malgré la fréquentation de deux autres étudiants, Martinon et M. de Cisy, Frédéric est dans le désœuvrement. Le printemps approche et il passe médiocrement sa première année. Après être retourné chez sa mère pour l’été, il s’installe quai Napoléon à la rentrée (chapitre 3).
Décembre 1841, Frédéric assiste à une manifestation étudiante dans le quartier latin et fait la connaissance de Hussonnet. Il rencontre également Dussardier, qui est incarcéré pour s’être insurgé contre les forces de l’ordre. Après lui avoir rendu visite en prison, il discute avec Hussonnet et apprend qu’il travaille pour L’Art industriel, le journal d’Arnoux. Il demande à y être introduit. Sur place, il fait la connaissance de Regimbart, un socialiste plus ou moins dominé par l’alcool, et de Pellerin, un peintre exploité par Arnoux. Ce cadre devient le sien. Un soir, il reçoit une lettre de son ami Deslauriers qui le prévient de son arrivée à Paris. Mais il arrive le jour où, pour la première fois, Frédéric est invité à dîner chez les Arnoux. Il reçoit donc chaleureusement son ami et se rend au dîner, pendant lequel la vue de madame Arnoux le trouble encore plus que la première fois. En rentrant chez lui, Deslauriers n’est déjà plus qu’un « autre » (chapitre 4).
Frédéric, obsédé par l’idée de conquérir madame Arnoux, prend des cours de peinture chez Pellerin qui devient un des membres des réunions du samedi chez Frédéric avec Deslauriers, Sénécal, Martinon, de Cisy, Dussardier et Regimbart. Mais Deslauriers est excédé par cette obsession et leur amitié s’en ressent. Le mois des examens arrive et Frédéric est recalé. De plus, il apprend que madame Arnoux est partie chez sa mère malade. Désespéré, il se rapproche d’Arnoux sans savoir pourquoi. Au retour de madame Arnoux, les dîners auxquels il est invité tous les jeudis reprennent de façon monotone. Deslauriers décide de changer les idées de son ami en l’emmenant alors au cabaret. Mais rien n’y fait. Ils y rencontrent Arnoux en compagnie de mademoiselle Vatnaz, écrivaine manquée, sans doute sa maîtresse. Seules deux invitations viennent égayer son temps quelques jours plus tard : une pour la fête de madame Arnoux, l’autre des Dambreuse, cette dernière étant bien vite décommandée. La fête se déroule dans la maison de campagne d’Arnoux située à Saint-Cloud, « cent pas plus loin que le pont, à mi-hauteur de la colline » ; mais un incident se produit et madame Arnoux lors du retour semble très triste et parle à mots couverts à Frédéric qui voit là « une espèce de complicité ». Il se remet alors à travailler et est reçu à ses examens. Pressé par sa mère de rentrer à Nogent-sur-Seine, il y apprend que leur fortune est dilapidée et qu’il ferait mieux de rester en province (chapitre 5).
Frédéric demeure auprès de sa mère et se fait engager chez un avoué. Il fait la connaissance de mademoiselle Louise Roque, jeune adolescente, qui est la fille du père Roque, son voisin. Il s’habitue difficilement à la vie provinciale, surtout lorsqu’il apprend que Deslauriers a recueilli Sénécal. Après la visite de son oncle, il apprend de sa mère qu’il n’héritera pas de sa fortune qui s’élève à vingt-sept mille livres de rentes et qui lui aurait permis de mener la belle vie. Mais le 12 décembre 1845, après trois ans passés à Nogent-sur-Seine, il reçoit une lettre de la Justice de paix du Havre  l'informant qu'il héritait de « toute la fortune de l'oncle ! Vingt-sept mille livres de rente ! ». Avec Mme Arnoux à l'esprit, il repart pour Paris sur-le-champ, disant à peine adieu à la toute jeune fille du père Roque, visiblement très émue de son départ (chapitre 6).

### Deuxième partie

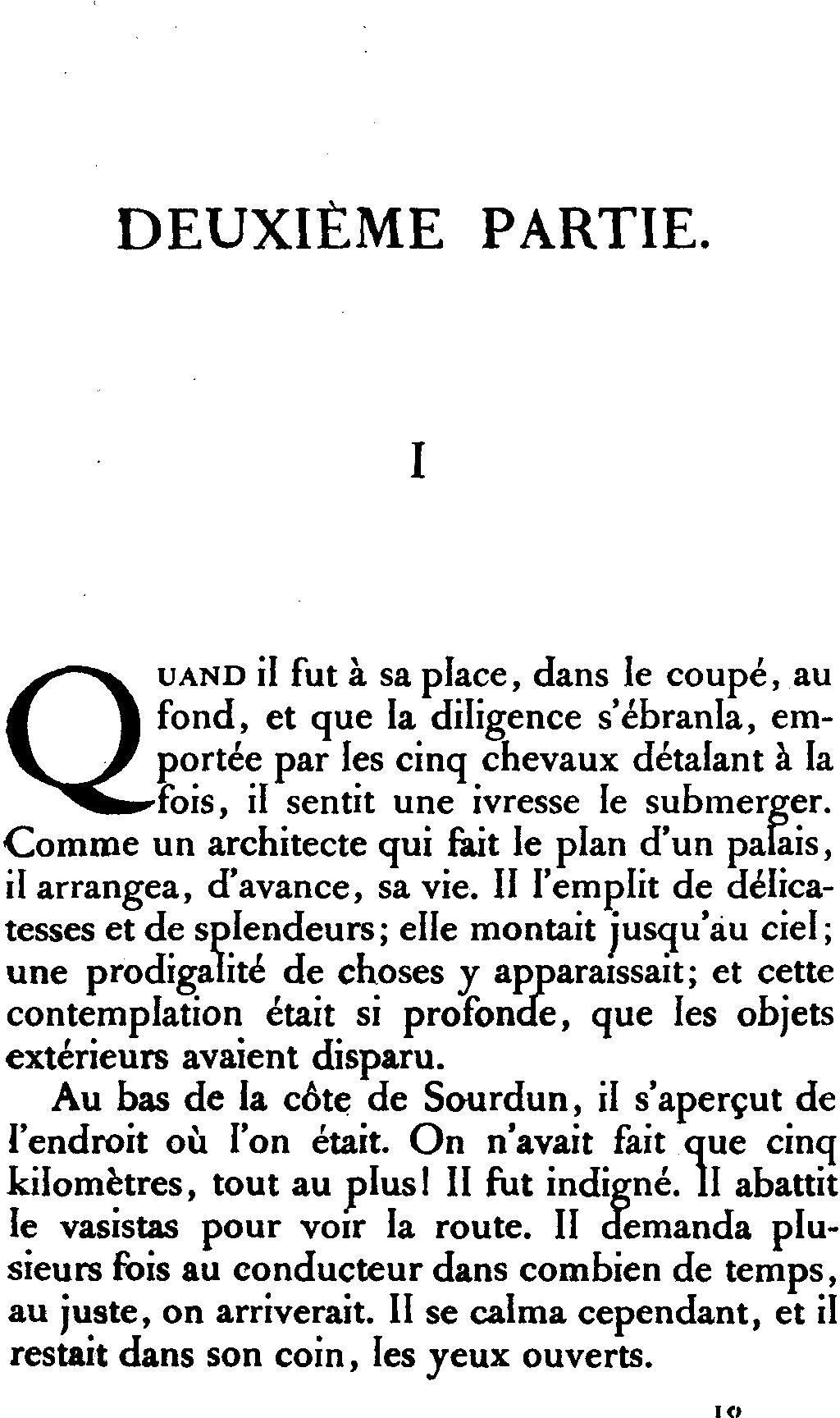
Gustave Flaubert. L'Éducation sentimentale. Deuxième partie. Éditions Conard, Paris, 1910.

Frédéric arrive le lendemain matin à Paris. Il court à la maison d’Arnoux, mais celui-ci n’y est plus. Dérouté par cette disparition, il cherche à retrouver Pellerin, Hussonnet, en vain. Après avoir fait la tournée des cafés de Paris, il retrouve enfin Regimbart qui lui révèle qu’Arnoux a déménagé et s’est reconverti dans la faïence. Lorsqu’il arrive chez Arnoux, il est surpris par le peu d’effets que lui cause la vue de madame Arnoux après trois années d’absence. Elle a à présent un petit garçon. Quant à Deslauriers, il a été recalé à sa thèse de droit et a décidé de ne pas la repasser. Il se consacre à une thèse plutôt socialiste et semble sous l’influence de Sénécal. C’est alors qu’Arnoux l’emmène à un bal costumé chez une de ses maîtresses, Rosanette. Frédéric retrouve Hussonnet et Pellerin et est mal à l'aise dans cette réception mal organisée (chapitre 1er).
Après s’être logé à grands frais, Frédéric rend successivement visite à madame Dambreuse, à Rosanette et à madame Arnoux. Puis il organise sa pendaison de crémaillère avec ses amis. Il apprend qu’Arnoux a des ennuis financiers et décide d’en parler à sa femme qui le charge de veiller sur son mari. Celui-ci n’hésite pas à la tromper avec Rosanette qui se fait entretenir sans limite. Cette femme plaît à Frédéric qui prend de moins en moins de précautions pour le lui faire comprendre. Mais elle se soustrait toujours à ses avances. Aussi décide-t-il de lui faire faire un portrait par Pellerin afin de la voir plus souvent. Mais Deslauriers voit cela d’un mauvais œil et exhorte Frédéric à lui prêter l’argent nécessaire à la fondation d’un journal. De plus, il l’engage, de même que madame Arnoux, à aller voir Dambreuse pour trouver une place au Conseil d’État. Ce dernier le verrait plutôt dans les affaires. À la sortie de son dîner chez les Dambreuse, Frédéric apprend que Rosanette est libre et il décide de devenir son amant, mais à peine est-il devant chez elle que mademoiselle Vatnaz lui révèle que Delmar, acteur, l’a devancé et elle veut que Frédéric mette Arnoux au courant de sa perfidie. Mais lorsque Frédéric arrive chez Arnoux, madame Arnoux est furieuse envers son mari car elle a appris qu’il la trompait. Arnoux part et Frédéric essaie de la consoler (chapitre 2).
Frédéric devient « le parasite de la maison » d’Arnoux. Ce dernier connaît d’ailleurs des revers de fortune. Quant à Deslauriers, il ne cesse de lui réclamer l’argent pour le journal. Mais à peine Frédéric les a-t-il reçus qu’Arnoux le supplie de lui prêter cette somme pour ne pas être exproprié. Confiant en la parole du bourgeois qui lui promet le remboursement sous huitaine, Frédéric accepte de lui céder les quinze mille francs qu’il vient de recevoir du notaire. Mais le temps passe et Arnoux ne rembourse pas. Lorsque Deslauriers vient réclamer cet argent, Frédéric dit les avoir perdus au jeu ; leur amitié se brise. Arnoux pourtant semble toujours endetté jusqu’au cou, puisqu’il demande au jeune homme d’intercéder en sa faveur auprès de Dambreuse, son créancier. Frédéric discute avec le banquier qui lui propose alors un poste important dans la nouvelle compagnie de houilles qu’il est en train de fonder. Enthousiaste, il accepte, mais au lieu de se rendre au rendez-vous prévu trois semaines plus tard, il préfère aller voir madame Arnoux à la fabrique de faïence, à Creil. Il tente de lui avouer son amour, mais celle-ci fait tout pour détourner la conversation, entre visites de la fabrique et feinte d’incompréhension. À son retour, il reçoit une lettre de Rosanette qui désire le voir. Déçu par l’entrevue de la journée, il se promet d’y aller (chapitre 3).
Frédéric invite Rosanette aux courses où ils font la rencontre de Cisy qui semble également s’intéresser à la demi-mondaine. Et en effet, après un dîner au compte de Frédéric et auquel s’est invité l’aristocrate, ce dernier s’en va avec Rosanette, laissant Frédéric seul avec Hussonnet. Peu de temps après, Pellerin lui réclame une somme exorbitante pour le portrait de Rosanette, ce que Frédéric refuse, de même qu’il refuse d’avancer l’argent à Hussonnet pour relancer son journal. Puis, invité par Cisy en guise de réconciliation, il sème le trouble dans le dîner et finit par attaquer physiquement Cisy lorsque celui-ci fait une réflexion désobligeante sur madame Arnoux : le duel est inévitable. Après avoir pris Regimbart et Dussardier comme témoins, il se retrouve face à l’aristocrate dans le bois de Boulogne où ce dernier s’évanouit de peur. C’est à ce moment qu’Arnoux vient interrompre le duel, persuadé que Frédéric s’était battu pour sauver son honneur. Peu de temps après, il voit dans Le Flambard, le journal d’Hussonnet, un article le dénigrant, puis, dans la vitrine d'un marchand de tableaux, le portrait de Rosanette, « les seins découverts », exhibé à son nom. Pellerin et Hussonnet se vengeaient. Dépité, Frédéric décide de se rendre chez les Dambreuse où il est froidement accueilli. Après s’être mis à dos les invités par un plaidoyer contre l’ordre établi, il quitte les lieux. Rentrant chez lui, il rencontre Dussardier qui l’invite à reprendre contact avec Deslauriers, qui se réjouit à cette idée. Il lui apprend que sa mère aimerait le revoir et que Louise, la fille du père Roque, serait un bon parti. De retour à Nogent-sur-Seine, Frédéric passe pour le « futur de Mlle Louise » (chapitre 4).
À Paris, Deslauriers décide d’aller voir madame Arnoux. Il lui apprend que Frédéric va se marier avec Mlle Louise. Celle-ci en est visiblement affectée. Quant à Frédéric, il retrouve la jeune fille plus amoureuse que jamais qui, brusquement, l'interroge : « Veux-tu être mon mari ? » Pris de court, il cherche une réponse : « Sans doute, je ne demande pas mieux ». Mais après que le père Roque lui a fait visiter son domaine, il invoque des histoires à régler pour s’en retourner vite à Paris (chapitre 5).
De retour à Paris, il se rend chez la maréchale qui le reçoit fort bien. Le lendemain, il se rend chez Deslauriers qui l’emmène chez Dussardier pour fêter la sortie de prison de Sénécal. Les retrouvailles se passent bien, mais alors qu’il s’était juré de ne pas retourner chez Arnoux, il est obligé de se rendre au magasin où il revoit madame Arnoux. Alors, leur amour se découvre et dès le lendemain, ils se retrouvent dans la nouvelle petite maison de campagne des Arnoux située à Auteuil. « Il était entendu qu'ils ne devaient pas s’appartenir. Cette convention, qui les garantissait du péril, facilitait leurs épanchements ». Mais, voulant une liaison plus complète, Frédéric loue une garçonnière et fixe, un jour de février 1848, à madame Arnoux une entrevue qu'il désire plus intime. Elle accepte mais ne se rend pas au rendez-vous : son fils est malade du croup et semble proche de la mort. Lorsqu'il est sauvé, après avoir craché la fausse membrane, madame Arnoux y voit un « avertissement de la Providence. Le Seigneur, dans sa miséricorde, n'avait pas voulu la punir tout à fait ! Quelle expiation, plus tard, si elle persévérait dans cette amour ! [...] et elle offrit à Dieu, comme un holocauste, le sacrifice de sa première passion, de sa seule faiblesse ». Pendant ce temps, alors que les événements révolutionnaires des 22 à 25 février 1848 ont commencé, Frédéric, désespéré de son rendez-vous manqué et « par un raffinement de haine », amène Rosanette dans sa garçonnière, préparée pour la chute de madame Arnoux (« les fleurs n'étaient pas fanées »), et en fait sa maîtresse (chapitre 6).

### Troisième partie

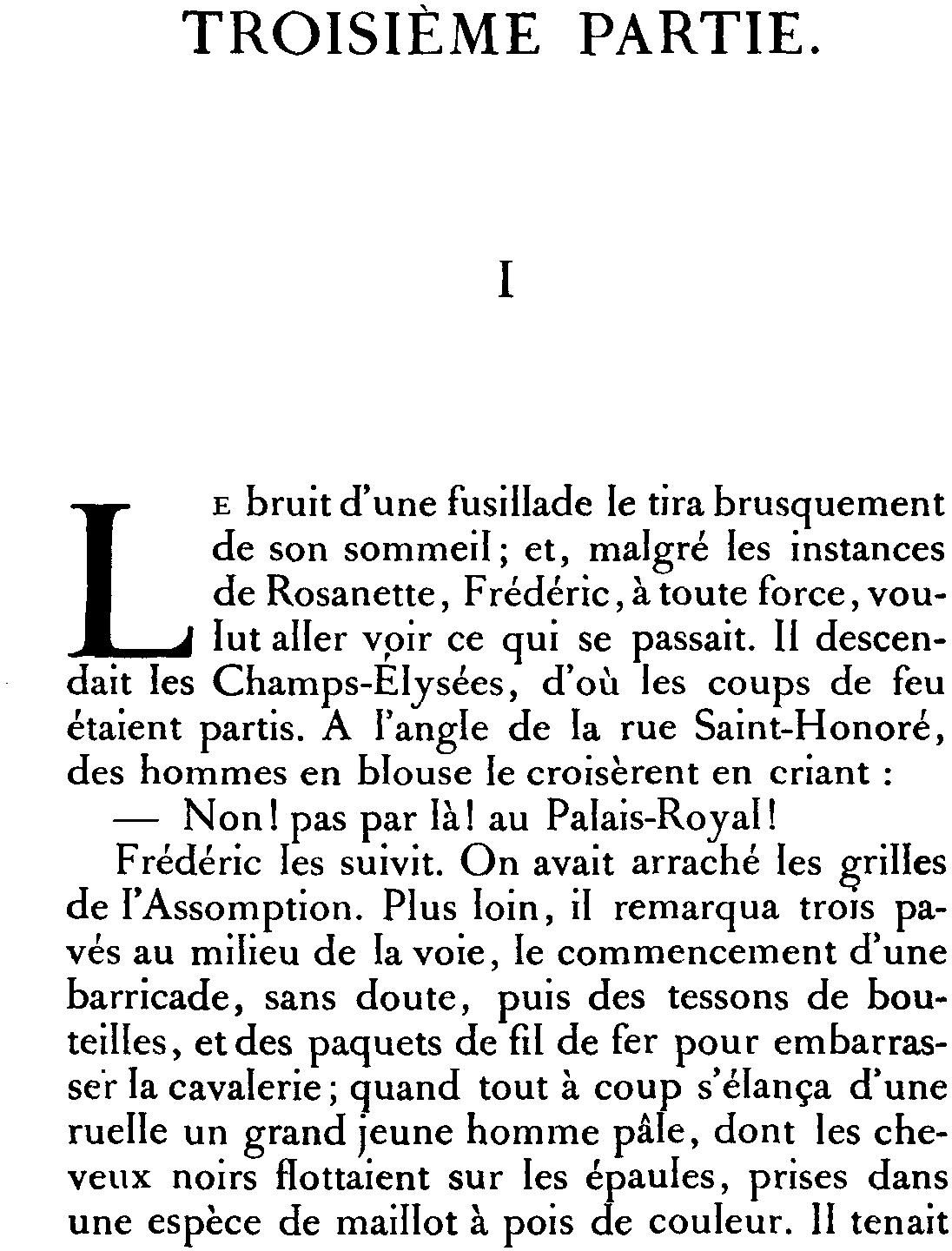
Gustave Flaubert. L'Éducation sentimentale. Troisième partie. Éditions Conard, Paris, 1910.

La Révolution a commencé. Frédéric se rend aux Tuileries où il rencontre parmi les émeutiers Hussonnet et Dussardier. À la fin de la journée, alors qu’est nommé le gouvernement provisoire, Frédéric rédige un article qui lui vaudra la reconnaissance de ses amis et le respect de Dambreuse qui lui propose de se présenter aux élections législatives pour la circonscription de Nogent. Il l’engage à rédiger un discours électoral, ce que s’empresse de faire Frédéric. Dambreuse, effrayé par ces idées anti-bourgeoises, sans le dire à Frédéric, décide de se présenter lui-même aux élections. Le jeune homme déclare son discours devant une assemblée présidée par Sénécal : il est conspué et mis à la porte après une séance qui tourne au ridicule. En  rentrant chez Rosanette, chez qui il vit à présent, Frédéric est également dénigré par elle qui ne comprend pas cette Révolution amenant le désordre. Mais en sortant de chez Rosanette, il rencontre Arnoux qui vient la voir. Il comprend alors que ce dernier est toujours dans le cœur de la Maréchale. Rongé par le doute concernant la Révolution et par la jalousie concernant Rosanette, il  propose à cette dernière de partir faire un séjour à Fontainebleau, qui sera en quelque sorte leur lune de miel. Ils partent début juin, peu de temps avant les journées sanglantes de juin 1848. Dans un cadre idyllique, elle se laisse aller à lui raconter son enfance malheureuse, mais Frédéric s’aperçoit aussi de ses défauts et commence à s'en agacer. Il prend le prétexte de la nouvelle de la blessure de Dussardier aux journées de juin pour rentrer à Paris. Après un retour difficile et même une arrestation, il retrouve le commis, soigné par la Vatnaz. Entre-temps, le père Roque, émoustillé par la Révolution est monté à Paris avec sa fille, impatiente de revoir son Frédéric (chapitre 1er).
Les Dambreuse organisent un dîner où sont présents notamment Frédéric, les Arnoux, le père Roque et sa fille Louise. Frédéric ne sait comment agir auprès de madame Arnoux alors que Louise qui l’aime éperdument est présente. Durant ce dîner, Louise apprend les diverses histoires dans lesquelles Frédéric s’est mêlé, et notamment son amour pour Rosanette. Tandis que Frédéric rentre chez Rosanette, Louise qui veut à tout prix le retrouver, court chez lui, suivi de sa gouvernante affolée, où le concierge lui apprend que Frédéric ne couche plus chez lui depuis trois mois (chapitre 2).
Frédéric passe de bons moments chez Rosanette ; mais un jour, il ressent le besoin d’aller revoir madame Arnoux. Après un moment d’embarras, elle lui révèle pourquoi elle n’est jamais venue au rendez-vous de février 1848. Se comprenant alors, ils s’étreignent langoureusement, surpris par Rosanette, qui avait suivi Frédéric. Frédéric et Rosanette rentrent chez eux et, furieux, il est prêt à lever la main sur elle lorsqu'elle lui apprend qu’elle est enceinte. Frédéric accueille cette nouvelle avec une joie plus que modérée et, pour son ambition sociale, il prend la résolution de devenir l’amant de madame Dambreuse, afin de se servir d'elle comme appui pour s'introduire dans son milieu. Elle cède rapidement à ses avances. « Frédéric l'attira sur ses genoux, et il se dit : « Quelle canaille je fais ! » en s'applaudissant de sa perversité ». Puis Deslauriers rentré de Troyes, où il avait été nommé commissaire de la République, l’exhorte à se présenter aux élections de l’Aube. Mais il lui demande aussi, vu sa bonne fortune, de lui trouver une place chez le banquier Dambreuse. Frédéric semble cependant bien plus préoccupé par sa nouvelle et riche maîtresse que par une élection de député de la nouvelle République (chapitre 3).
Deslauriers se présente lui-même chez Dambreuse, qui lui confie un poste. Mais le banquier tombe malade très gravement et ne tarde pas à mourir sous les yeux de sa femme et de Frédéric. Ce dernier est tout heureux d’apprendre par sa nouvelle maîtresse qu’elle hérite une fortune colossale. Il ne lésine donc pas sur les funérailles. Mais juste après, madame Dambreuse lui apprend qu'elle vient de découvrir que son mari a tout légué à sa fille illégitime, Cécile, mariée récemment à l'arriviste Martinon. Frédéric tente de la consoler par des preuves de son amour. Cependant il doit mener une double vie, car Rosanette vient d’accoucher, jurant aux deux femmes le même amour éternel, alors que dans son cœur une troisième est toujours présente : madame Arnoux. Les malheurs vont se succéder pour Rosanette. Poursuivie par la Vatnaz pour impayé, elle apprend que son nouveau-né est malade du muguet. Il meurt un soir, ce qui semble être un soulagement pour Frédéric qui n'avait jamais connu de sentiment de paternité. Pellerin, venu peindre un portrait de l’enfant, apprend à Frédéric qu’Arnoux, risquant la prison pour dettes, est prêt à s’embarquer au Havre avec sa famille pour l’Amérique (chapitre 4).
Frédéric court chez madame Dambreuse réclamer la somme nécessaire à sauver Arnoux, mais il lui ment sur le motif. Il est toutefois trop tard. Lorsqu'il veut lui rendre l’argent, elle a appris la véritable raison de cet emprunt et décide de se venger en recourant à Deslauriers qui se charge de vendre les dettes à Sénécal. Celui-ci ne tarde pas à faire mettre en vente les biens d’Arnoux. Frédéric, croyant que Rosanette est à l’origine de cela, la quitte avec fracas. Mais le 1er décembre 1851 a lieu la vente aux enchères et madame Dambreuse l’y amène malicieusement, ce qui met Frédéric hors de lui : il rompt également avec elle alors qu’il était prêt à l’épouser. Il part pour Nogent-sur-Seine le lendemain espérant revoir Louise, mais lorsqu'il arrive, il a la stupéfaction de la voir en mariée, sortant de l'église aux bras de son nouvel époux qui n'est autre que Deslauriers. Rentrant à Paris désespéré, Frédéric croise un attroupement et découvre Dussardier au milieu criant « vive la République ! ». Soudain, ce dernier est tué par un policier en lequel … « Frédéric, béant, reconnut Sénécal » (chapitre 5).
« Il voyagea. [...] Il revint. ». Seize ans plus tard, un soir de mars 1867, une femme se présente dans son cabinet : c'est madame Arnoux. Elle lui raconte sa vie (ce que sont devenus ses enfants, Monsieur Arnoux), puis ils font une longue promenade, se rappelant leurs souvenirs ensemble. Frédéric lui jure son amour éternel. Avant de repartir, elle lui laisse une mèche de ses cheveux blancs. Cette rencontre se clôt sur cette phrase : « Et ce fut tout. » faisant écho au "Ce fut comme une apparition" du premier chapitre (chapitre 6).
Deux ans plus tard, Frédéric retrouve Deslauriers. Louise l’avait quitté et lui avait accumulé les métiers. On apprend qu’Arnoux est décédé l’année précédente, que Mme Dambreuse est remariée à un Anglais, que Martinon est devenu sénateur, que Pellerin a laissé la peinture pour un procédé nouveau, la photographie, et que Rosanette est maintenant veuve de monsieur Oudry. Le récit s’achève sur le rappel d’un souvenir d'adolescence évoqué lors de la première rencontre des deux amis au début du roman, lorsqu'ils se  sont vus ridicules en allant se faire déniaiser ensemble à la maison close, derrière le rempart, avec des bouquets de fleurs à la main. « On les vit ressortir. Cela fit une histoire qui n'était pas oubliée trois ans après. Ils se contèrent prolixement, chacun complétant les souvenirs de l'autre ; et quand ils eurent fini : —  C'est là ce que nous avons eu de meilleur ! » concluent les deux hommes, tirant un bilan désenchanté de leur éducation sentimentale (chapitre 7).

## Structure
L'Éducation sentimentale se distingue par une structure qui procède volontiers par parataxe. Flaubert ne se soucie pas de lier entre elles et de façon logique les différentes scènes du roman : il se contente de les juxtaposer à l'image d'une mosaïque. Cette structure singulière a fait dire à Gérard Genette : « [Flaubert] le premier romancier impressionniste ? Malgré les dates, et à cause de certaines arêtes assez vives, je dirais plutôt le premier écrivain cubiste. Et ce n’est pas ma faute s’il est aussi le dernier ».
Par ailleurs, il n'y a pas dans L'Éducation sentimentale d'apothéose ou de catastrophe comme on en retrouve dans les romans précédents de Flaubert (comme la mort de Madame Bovary). Cette absence de « sommet » semble avoir été voulue par Flaubert lui-même, qui écrivait à Jules Duplan au début de 1867 : « Voilà ce qu'il y a d'atroce dans ce bouquin, il faut que tout soit fini pour savoir à quoi s'en tenir. Pas de scène capitale, pas de morceau, pas même de métaphores, car la moindre broderie emporterait la trame ».

## Traductions

### En anglais
On doit à la traductrice américaine Dora Knowlton Ranous (en) (1859-1916) une traduction parue en 1922 à New York sous le titre Sentimental education.

### En allemand
Il existe douze traduction en langue allemande de L'Éducation sentimentale, parues entre 1904 et 2020.
- Der Roman eines jungen Mannes. Traduit du français à l'allemand par Alfred Gold et Alphonse Neumann. Bruno Cassirer, Berlin 1904.
- Die Schule der Empfindsamkeit. Traduit du français à l'allemand par Luise Wolf. J. C. C Bruns, Minden 1915 (réédité au format de livre numérique par Null Papier, 2012).
- Die Schule der Empfindsamkeit. Traduit du français à l'allemand par Georg Müller. München 1923 (réédité chez Könemann, 1999).
- Die Erziehung des Herzens. Traduit du français à l'allemand par Emil Alfons Rheinhardt. List, Leipzig 1926 (réédité chez Deutsche Buchgemeinschaft, 1932).
- Die Schule der Empfindsamkeit. Traduit du français à l'allemand par Hans Kauders. Gutenberg, Zürich 1946 (réédité sous le titre Die Erziehung des Gefühls chez Manesse, 1971).
- Lehrjahre des Gefühls. Traduit du français à l'allemand par Paul Wiegler. Aufbau, Berlin 1951 (réédité chez Rowohlt, 1959 et chez Insel, 1977).
- Lehrjahre des Herzens. Traduit du français à l'allemand par Walter Widmer. Winkler, München 1957 (réédité chez Deutscher Bücherbund, 1962 et chez Goldmann, 1968).
- Die Erziehung der Gefühle. Traduit du français à l'allemand par Heidi Kirmße; Rütten&Loening, Berlin 1974.
- Die Erziehung des Herzens. Traduit du français à l'allemand par Emil Alfons Rheinhardt, revisée par Ute Haffmans. Diogenes, Zürich 1980.
- Die Erziehung der Gefühle. Geschichte eines jungen Mannes. Traduit du français à l'allemand par Cornelia Hasting. Haffmans, Zürich 2000; édition révisée en 2001 (réédité chez Piper, 2001 et chezFischer Taschenbuch, 2010).
- Lehrjahre des Gefühls. Geschichte eines jungen Mannes. Traduit du français à l'allemand par Maria Dessauer. Insel, Frankfurt am Main 2001.
- Lehrjahre der Männlichkeit. Geschichte einer Jugend. Publié et traduit du français à l'allemand par Elisabeth Edl. Hanser, München 2020.

## Adaptations

### Au cinéma
L'Éducation sentimentale est adaptée pour le première fois au cinéma par Alexandre Astruc en 1962, avec Jean-Claude Brialy dans le rôle de Frédéric Moreau. Le film est mal reçu par la critique et le public,.
Le film français Toutes les nuits de 2001 réalisé par Eugène Green, seconde adaptation cinématographique, est inspirée de la Première éducation sentimentale de Gustave Flaubert. La fin du film Two Lovers de James Gray s'inspire également du livre.

### À la radio
On doit à Hubert Dumas une adaptation du roman en feuilleton radiophonique, réalisée par Jean-Jacques Vierne et diffusée sur France Culture en 1970,. L'acteur catalan José-Maria Flotats y tient le rôle de Frédéric Moreau et Ludmila Mikaël celui de Mme Arnoux.

### À la télévision
En 1970, la BBC produit une mini-série intitulée Sentimental education, avec Robert Powell dans le rôle de Frédéric Moreau et Pauline Yates dans celui de Mme Arnoux.
En 1973, une adaptation de L'Éducation sentimentale en feuilleton télévisé de cinq épisodes est réalisée par Marcel Cravenne, avec Jean-Pierre Léaud, dans le rôle de Frédéric Moreau, Françoise Fabian dans le rôle de Mme Arnoux et Catherine Rouvel dans le rôle de Rosanette.